# Gustav Bischof
Pour les articles homonymes, voir Bischof.
Gustav Bischof (1792-1870) est un géochimiste et géologue allemand.

## Biographie
Bischof naît à Nuremberg. Après ses études à Erlangen, il y devient tuteur pour les étudiants, avant d’être nommé professeur de chimie à l'université de Bonn en 1819.
Il étudie principalement la géologie d'un point de vue chimique et physique.

## Travaux
Il publie Wärmelehre en 1837 qui présente une compilation et une critique des connaissances de l'époque sur les propriétés thermiques de la surface de la Terre en incluant ses propres observations faites dans des mines. À partir de ses résultats il élabore une théorie, qui est restée correcte sur les points essentiels, et émet des hypothèses sur l'origine du volcanisme. Il en conclut que les gradients de température observés expliquent toutes les formes de volcanisme connues ainsi que les tremblements de terre. Son travail est aussitôt utilisé pour conforter la théorie plutoniste dominante à cette époque. Jean-Baptiste Élie de Beaumont s'en inspire pour bâtir sa théorie de formation des chaînes de montagnes.
Un de ses livres, traduit en anglais sous le titre Elements of chemical and physical geology (Lehrbuch der chemischen und physikalischen Geologie), et paru entre 1847 et 1854, a servi longtemps de référence pour les problèmes de géochimie.

## Prix
La Société géologique de Londres lui décerne la médaille Wollaston en 1863.